# Cliffortia pilifera
Cliffortia pilifera är en rosväxtart som beskrevs av Bolus.. Cliffortia pilifera ingår i släktet Cliffortia och familjen rosväxter. Inga underarter finns listade i Catalogue of Life.